# Juan Acuña Kunz
Juan Erwin Bolívar Acuña Kunz (Valdivia, 2 de diciembre de 1954) es un médico y político argentino adherente a la Unión Cívica Radical.

## Biografía
Juan Acuña Kunz nació el 2 de diciembre de 1954, en Valdivia (Chile), en el seno de una familia humilde. De muy pequeño se trasladó a la Argentina, a Caleta Olivia, una pequeña ciudad costera de la provincia de Santa Cruz junto a su madre en busca de un futuro mejor.[cita requerida]
Acuña Kunz está casado y tiene cuatro hijos, dos de su primer matrimonio (esposa fallecida), y dos de su segunda esposa.

## Médico cirujano
Durante la dictadura militar Acuña Kunz viajó a la ciudad de Córdoba para estudiar medicina recibiéndose en 1980. Realizó la residencia en el Hospital Regional de Comodoro Rivadavia y se perfeccionó en Memphis, Estados Unidos en la especialidad de cirugía general. 
Acuña Kunz comenzó a ser reconocido en el campo de la cirugía durante los años 90, cuando comenzó a trabajar con videocirugía laparoscópica

## Política
Desde muy joven adhirió a la Unión Cívica Radical, pero fue en 1983, con el regreso de la Democracia Argentina cuando comienza a participar activamente en el partido.[cita requerida]
Fue candidato a intendente de Caleta Olivia en diferentes oportunidades (1987, 1999, 2007) y a Convencional Constituyente provincial en 1997. Ocupó diferentes cargos partidarios a nivel local y provincial.
En las elecciones legislativas del año 2005 fue elegido Diputado Nacional por la Unión Cívica Radical junto a Alfredo Anselmo Martínez, su par de Río Gallegos, quien resultó elegido Senador Nacional.

## Gestión Legislativa
Acuña Kunz fue elegido Diputado Nacional en el año 2005. Durante su gestión trabajó en temas referidos a la salud impulsando novedosas leyes para la época como la incorporación de la vacuna contra el HPV al calendario nacional de vacunación,la sanción de una ley de celiaquía, la ley del aro magnético y hasta un proyecto de legalización del aborto. Pero fue sin dudas la sanción de la Ley de Trastornos Alimentarios o Ley de Obesidad la que lo tuvo como protagonista. Dicha ley permite, entre otras cosas, la cobertura total por parte de las obras sociales de la cirugía bariátrica.
Finalizó su mandato de diputado en diciembre del 2009.

## Actualidad
En el año 2015 finalizó su mandato como concejal de su ciudad natal.
Actualmente se dedica al ejercicio de la medicina en Caleta Olivia realizando diagnósticos por imagen, atención de medicina general y asesoramiento sobre obesidad.
En el transcurso del 2020 tiene un rol protagónico en su pueblo con motivo de la pandemia del COVID19. Desde su actividad de médico decidió ponerse a disposición de los habitantes yendo a atenderlos a su domicilio para que cumplan con el aislamiento y que, a su vez, no se sature el sistema sanitario.